# テレコムセンター
テレコムセンター（Telecom Center）は、東京都・江東区青海にある、株式会社東京テレポートセンター（東京都などが出資した東京臨海ホールディングスによる第3セクター法人）のビルディングである。

## 概要
臨海副都心における情報通信基盤機能を担う施設として、青海地区に計画されたもので、副都心の骨格であるシンボルプロムナードの一つであるウエストプロムナードの南端に位置する 。当ビルに近接して同時期に青海フロンティアビル、タイム24ビルが建てられた 。ビルの北側にはゆりかもめ・テレコムセンター駅が設けられ、連絡通路によって直接ビルの2階につながっている。
建物はウエストプロムナードの中心線を軸に東西対照形に配置され、その東側に青海地区を供給区域とする地域変電所と地域冷暖房施設および東京都の災害用備蓄倉庫で構成するエネルギー棟を併設している。建物の形態は東西二つの高層棟の上部をブリッジで結んだ門型をしている。このブリッジは屋上にパラボラアンテナ搭載用のアンテナサイトのスペースを確保するためにつくられた。また両高層棟間の下部には四層吹き抜けのアトリウム（テレコム・アリーナ）が置かれた。
外壁はテレコムセンターの先進性を表現するとともに、塩害等に考慮して全面的にアルミカーテンウォール（フッ素樹脂焼付塗装）とし、スパン8.1メートル、階高4.05メートルとした結果、4.05メートルの正方形が得られ、それを9分割したり4分割したパターンと連窓を組み合わせ、電子機器の基盤とも見える構成にした。
施設構成
高層棟は地下3階、地上21階建てで、東棟の21階には臨海副都心を一望できる展望室があり（当初は無料だったが、2004年7月17日から有料化）、初日の出には1000人もの一般客が来場し、東京タワーや六本木ヒルズなどとともに「三大展望スポット」ともいわれる。またブリッジのある20階には会議施設等が備えられた。
低層部の西棟には主として入居者を対象とするカフェテリアやその他飲食店、クリニック等が入る。東棟には業務施設のほか、中央部に各種イベント等に多目的に利用されるテレコム・アリーナが配された。アリーナは他にはない広大な空間が魅力で、ドラマやテレビコマーシャルの撮影をはじめ（詳細は下記「ロケ地」を参照）、メーカーの商品発表会やショーの開催などに利用されている。標準タイプの事務室は東西両棟とも6階から19階まで配置され、アトリウム側のコアをコの字型に囲むように展開している。
屋上のアンテナサイトには衛星通信用地球局として共同利用されるアンテナや通信事業者が個別に設置するアンテナ、小笠原諸島の難視聴対策用のアンテナ等が置かれ、7、8メートル級のパラボラアンテナが十基程度置けるスペースがある。アンテナサイトの周囲には高さ13メートルの電波遮蔽壁をめぐらし、地上からのさまざまな電波を遮断して良好な電波環境を確保している（詳細は後述「放送施設」を参照）。
かつて20階には東京都青少年センター（卓球場や図書館、ネットサーフィンや東京湾を一望出来る休憩所）、NTTドコモのドコモタウンがあったが閉鎖となった。また、東京映像アーカイブなども入居し、郵政省の肝いりで都や各企業が参加して行われる21世紀を指向したマルチメディア実験も当ビルを舞台に行われた。
現在、関係者以外の観光客などが立ち入れるフロアは展望台のみとなる。
エレベーターは、西棟がオーチス製、東棟が日立製である。
設計
建物の設計は日総建と米国のヘルムース・オバタ・カッサバウム（HOK）との共同で行われた。これは外国企業への建設市場解放の方針を受けて、設計者選定の段階から外国企業との提携が、第三セクター方式で設立された事業者であるテレポートセンターから各指名会社へ要請されたためであり、選定された日総建では、同様な組織設計事務所と提携すべきとの方針をたて、有力なる米国の組織設計事務所へ打診をはじめたところ、HOKが応じ共同の話がまとまった。HOKは主にアトリウム、エレベーターホール等のインテリアと外構を担当した。

## 放送施設
1995年10月3日には東京都を放送対象地域として地上独立テレビ局を運営している東京メトロポリタンテレビジョン株式会社=当時の愛称「MXテレビ」の本社が東京都港区虎ノ門一丁目の虎ノ門1丁目森ビル(現・虎ノ門ヒルズビジネスタワー)から当ビル西棟1〜4階に移転。この施設から約10年強の期間にわたり、東京都のニュースや情報番組などを東京都の視聴者に伝えてきた（一部の番組はテレビ神奈川（tvk）、千葉テレビ放送（CTC、チバテレ）、テレビ埼玉（TVS、テレ玉）、三重テレビ放送（MTV）、京都放送（KBS京都）などにも同時ネットされた）。東京MXテレビは2006年7月1日に千代田区麹町一丁目にある新社屋・「半蔵門メディアセンター」に移転した。なお移転直後に愛称を「東京MXテレビ」から「TOKYO MX」に変更している。東京MXテレビが使っていた当ビルの放送局設備は後に『ディノススタジオ』のスタジオとなっていた。このスタジオでテレビショッピングが制作されフジテレビおよびその系列局、BSフジで放送されていた。東京MXテレビの本社が入っていた名残として、移転後数年間は展望室に東京MXテレビ→TOKYO MXを常時映すテレビが設置されていた。
また、BSデジタルラジオ放送を行っていたWorld Independent Networks Japan（WINJ）の演奏所も、当ビルの東棟4階に存在していた。BSアナログ放送を終了させた2005年春より放送設備を設置し、メンテナンス等を理由とする2006年10月末の放送休止まで約1年半放送されていた。その後WINJは、放送休止の長期化や経営難などにより総務省から放送免許取り消しがなされ、そのまま廃局を迎えることとなるが、複数の放送局が同じビルに存在していたことは（フジテレビとニッポン放送など両局が関連する場合を除き）異例である。
前述した屋上のパラボラアンテナ群からは、東京都が小笠原村向けに行っていた、NHKテレビ2波と在京民放テレビ6波の難視聴対策用衛星中継回線の送信も行われていたが、アナログ放送のみだったこともあり、2010年6月末をもってその役目を終えた。その後小笠原村ケーブルテレビの開局まで、BSデジタル放送による地デジ難視対策衛星放送（セーフティーネット）の直接受信に一時移行した。
沖縄県北大東村、南大東村のNHK、民放テレビ中継局もこの回線を利用していたが、民放については沖縄県域局中継局の代替との位置付けであるため、TBSテレビ（=琉球放送）、フジテレビ（=沖縄テレビ放送）、テレビ朝日（=琉球朝日放送）の3波のみの利用となっていた。これは地デジへの完全移行により廃止され、以後は本来の沖縄県の民放各局の中継局が設置されたほか、難視聴地域については2015年3月31日まで、衛星のセーフティーネットを使った在京キー局の補完中継に事実上移行されていた。

## ロケ地
最近は、ドラマの撮影でテレコムセンターを使用することなどが増えている。例えば『花嫁は厄年ッ!』（TBSテレビ）において、テレビ局“首都テレビ”として使用された（放送時期はちょうどTOKYO MXが移転していった直後）。またテレビCMでも使用されたこともある（例・三菱鉛筆「ユニアルファゲル・スリム」）。

## フィクションへの登場
- ゴジラvsデストロイア（1995年） - 劇中で“プレミアムビル”として登場し、デストロイアの幼体に占拠された[7]。建物内部は別の場所で撮影している[7]。
- ゴジラ×メガギラス G消滅作戦（2000年） - 劇中で特殊戦闘機グリフォンが着地する[7]。
- Op.ローズダスト - 世界有数のIT企業「アクトグループ」の本社として登場する。ただし形状は現実の「コの字型」とは異なり、「H字型」と記述されている。
- ウルトラマンティガ（1996年） - 内装が地球平和連合TPCの基地ダイブハンガーの内部として登場している。
- ウルトラマントリガー NEW GENERATION TIGA（2021年）、ウルトラマンデッカー（2022年） - 地球平和同盟TPUの基地として登場。

## アクセス
- ゆりかもめ・テレコムセンター駅 - すぐ前。
- 都営バス波01系統、海01系統テレコムセンター駅停留所下車 - すぐ前。

## ギャラリー

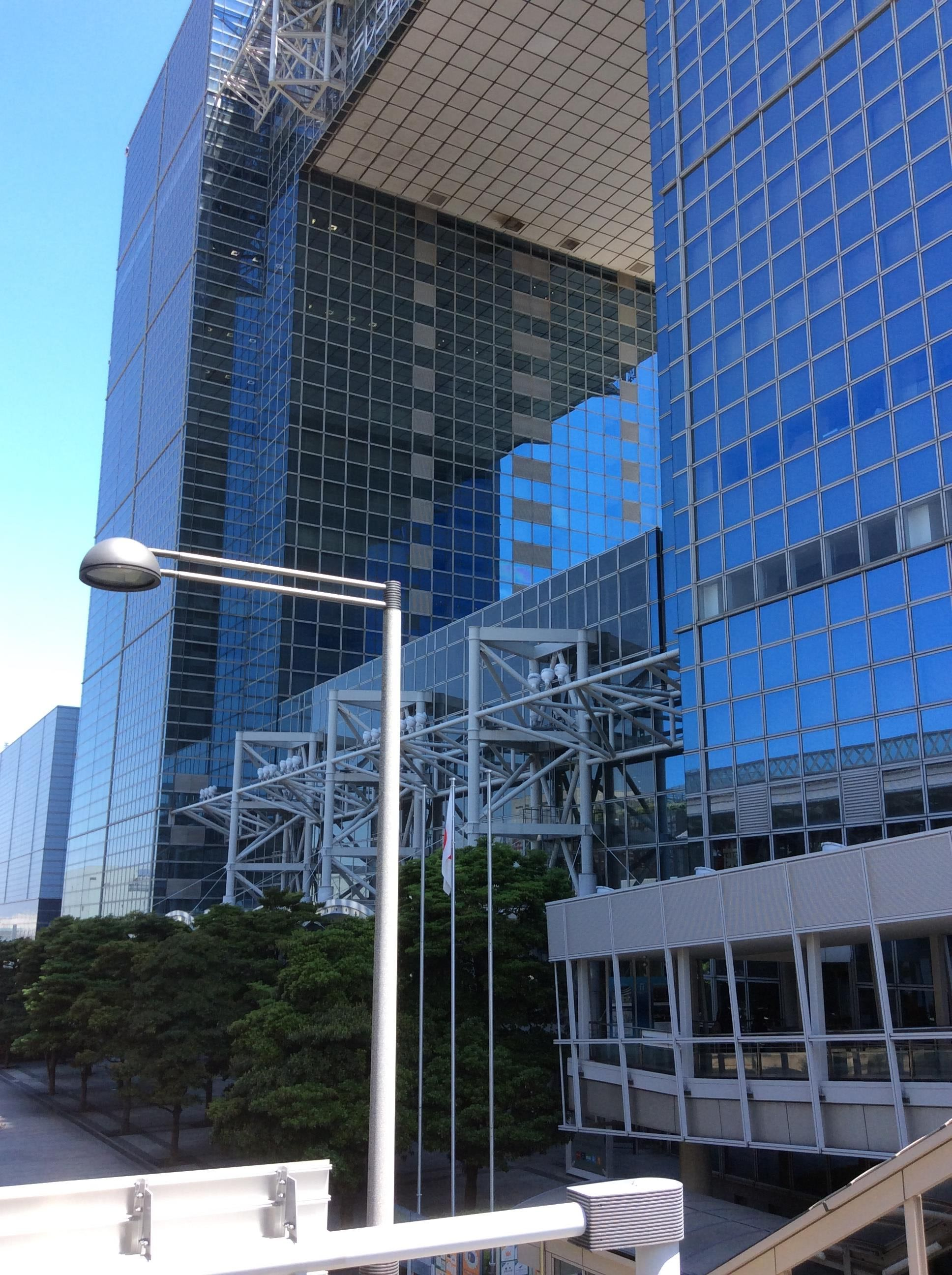
ゆりかもめテレコムセンター駅から見る（2017年5月5日撮影）
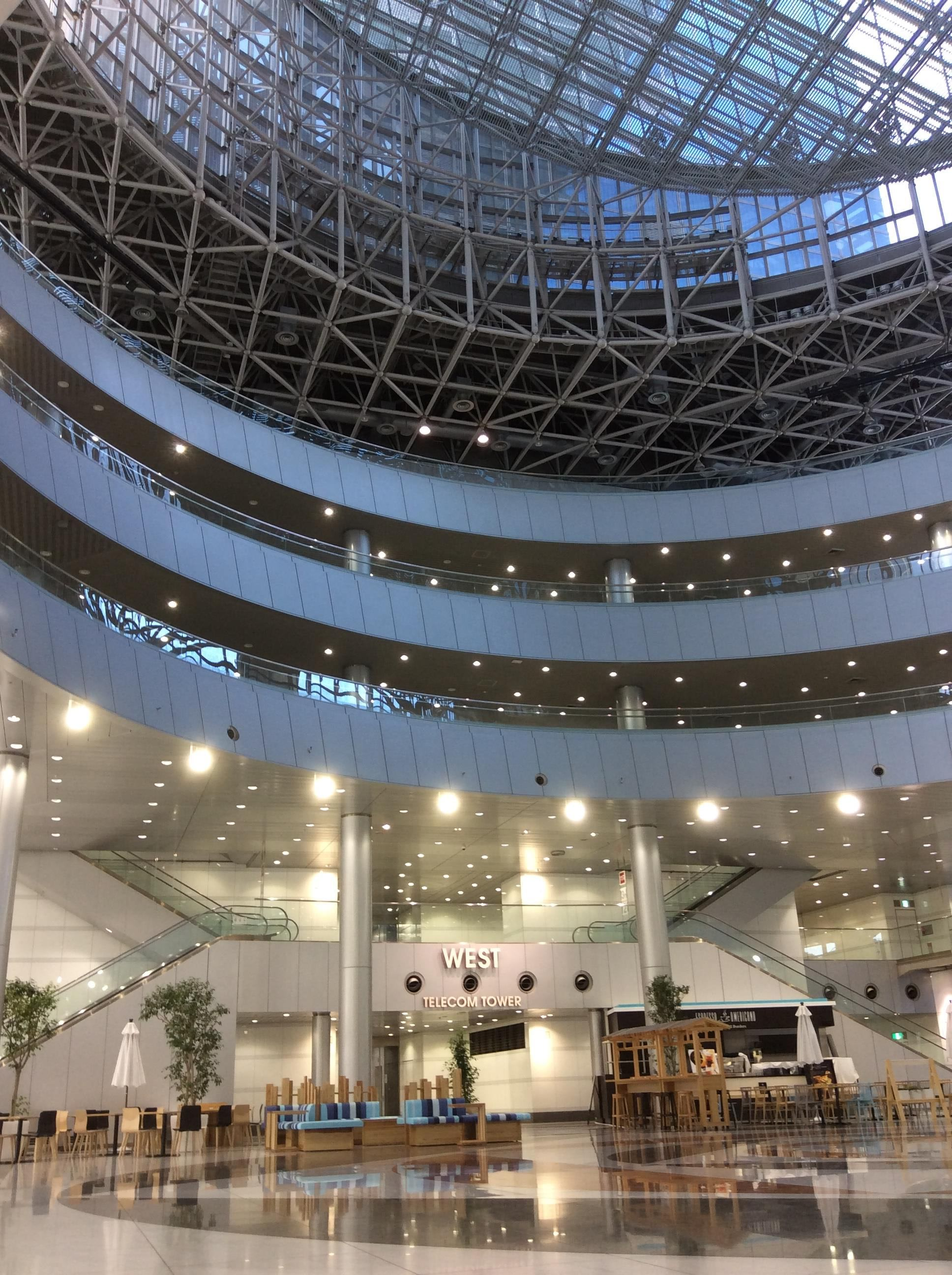
1階ロビー吹抜けを見る（2017年5月5日撮影）
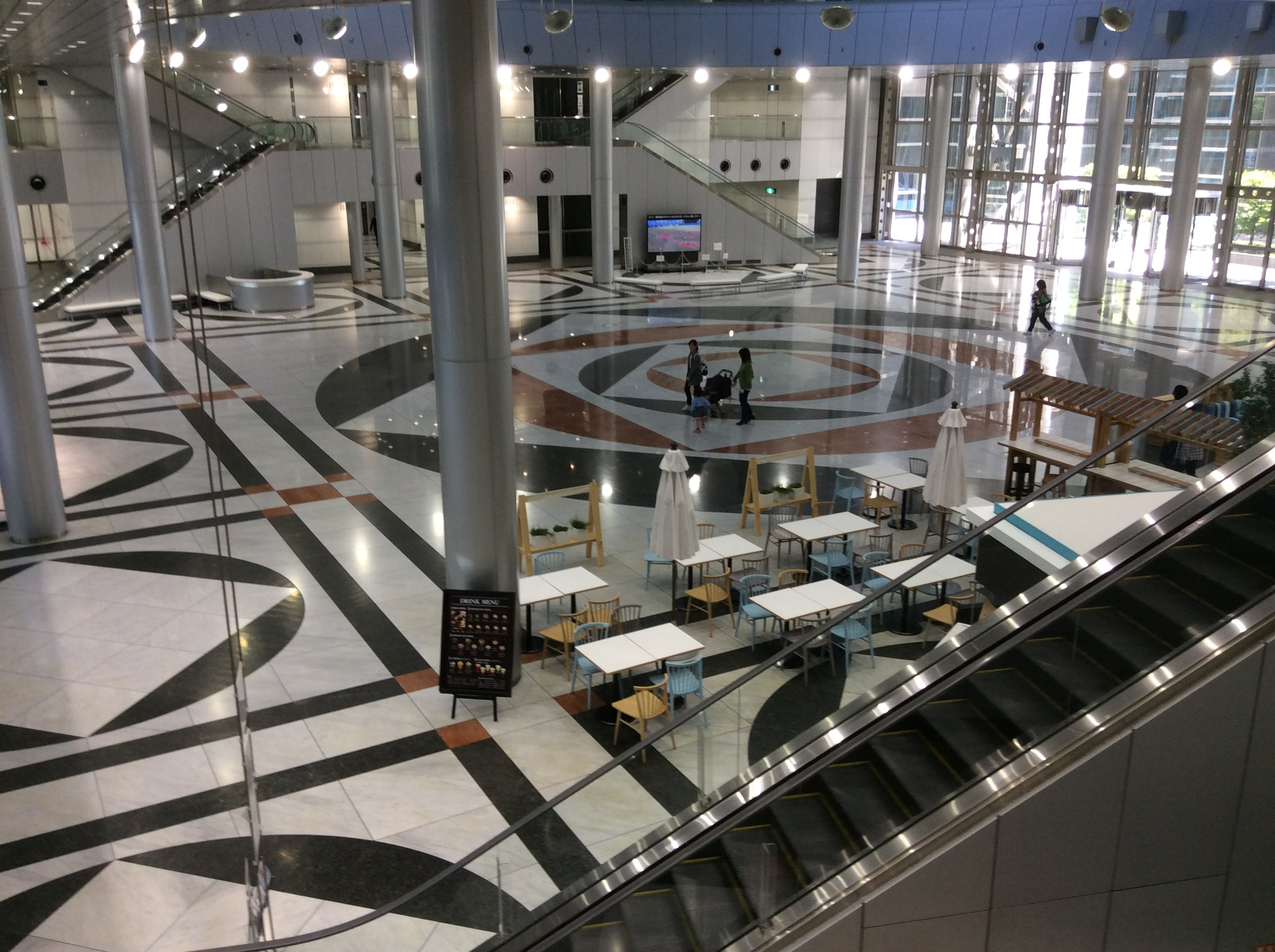
2階から1階ロビーを見る（2017年5月5日撮影）
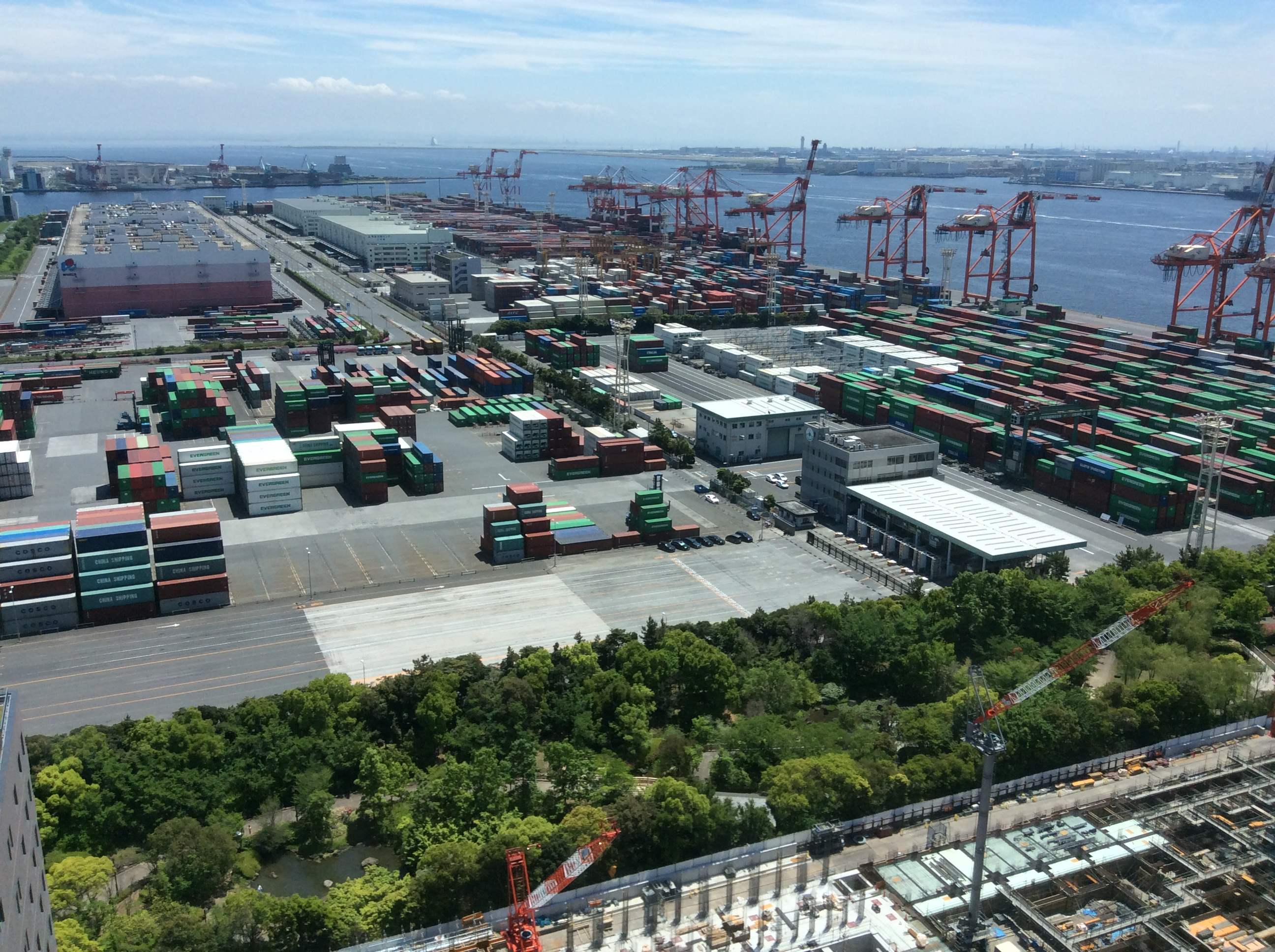
21階展望室からコンテナターミナルを見る（2017年5月5日撮影）
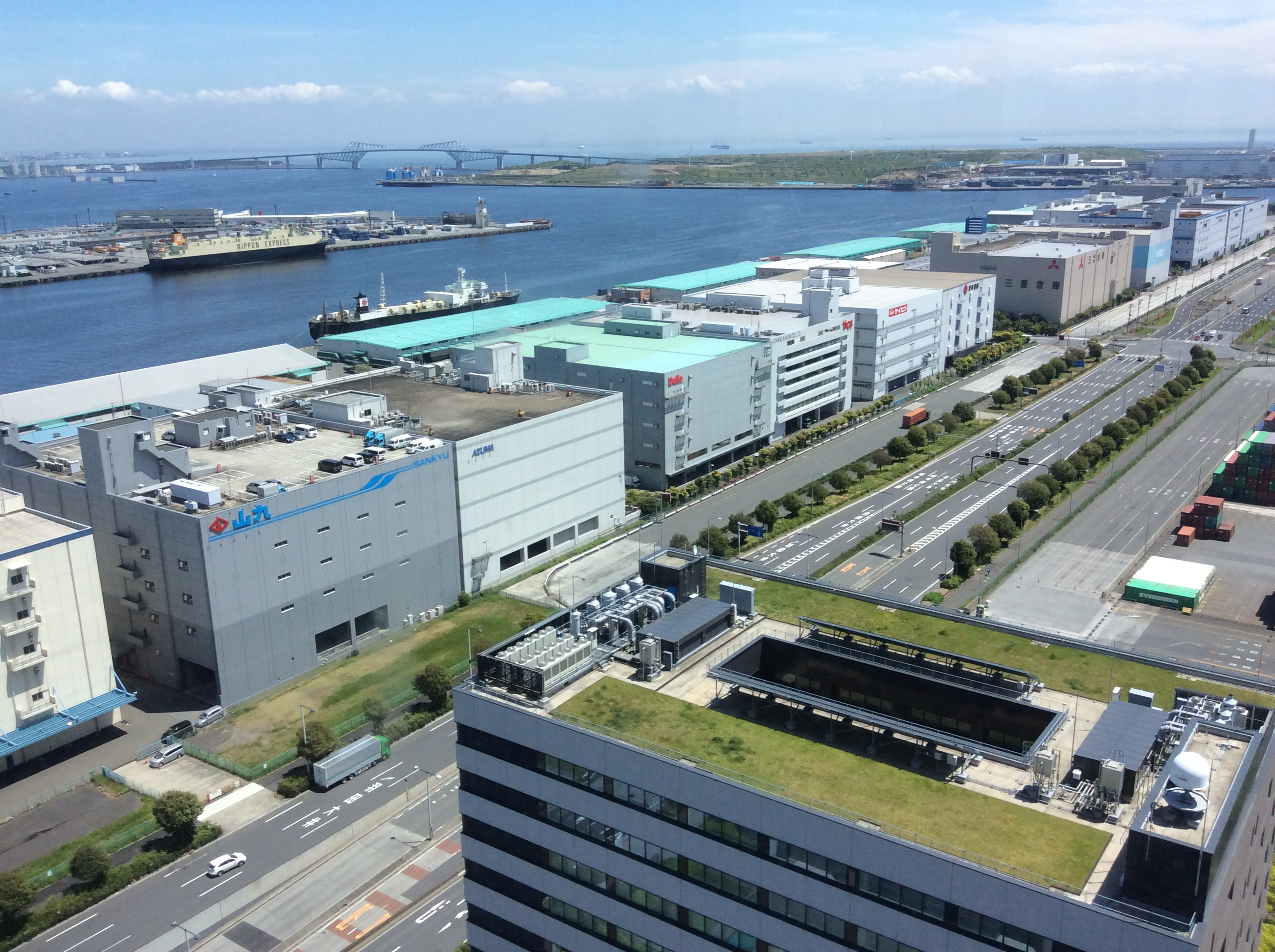
21階展望室から東京ゲートブリッジを見る（2017年5月5日撮影）
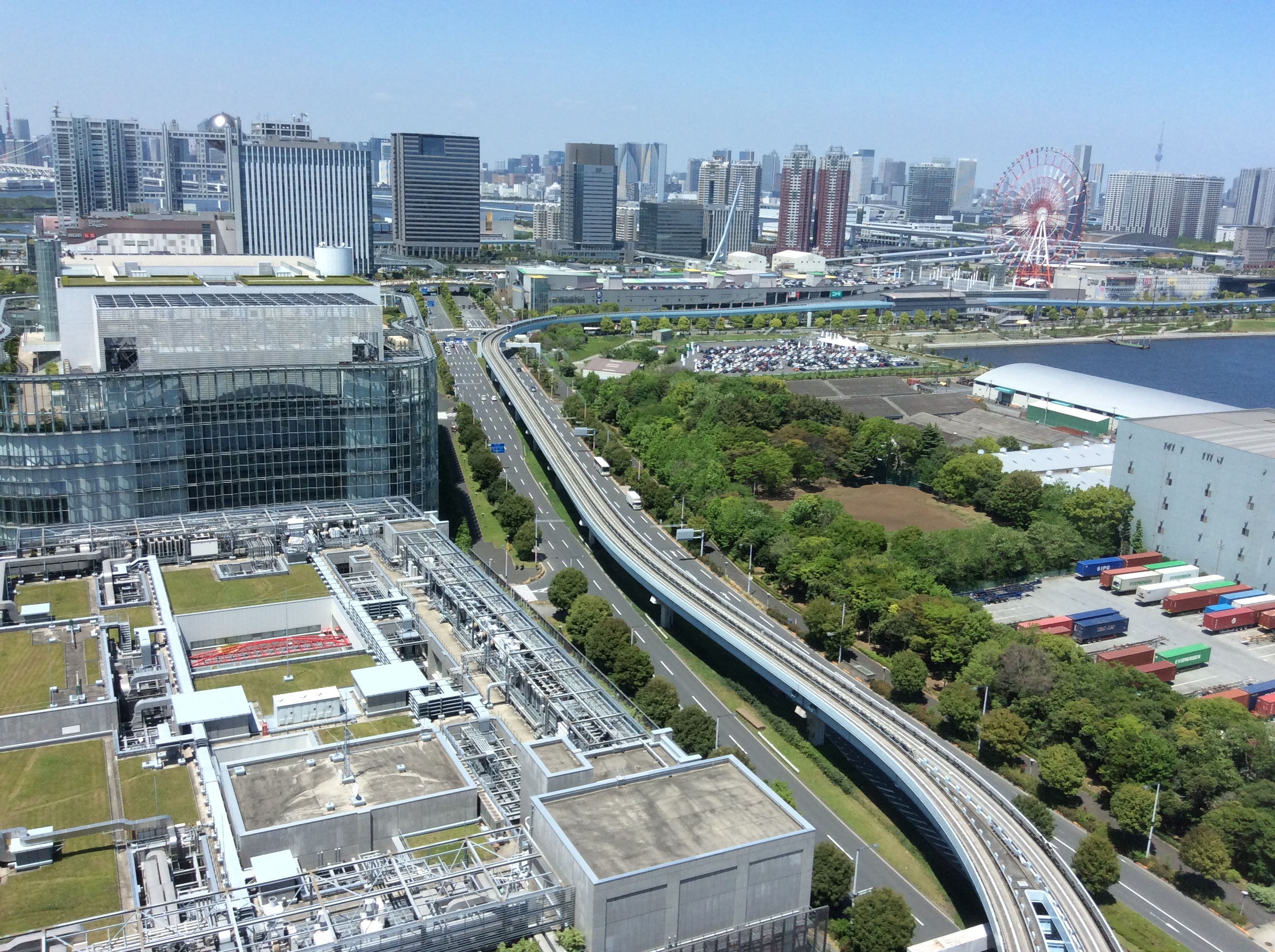
21階展望室から有明の建物群を見る（2017年5月5日撮影）
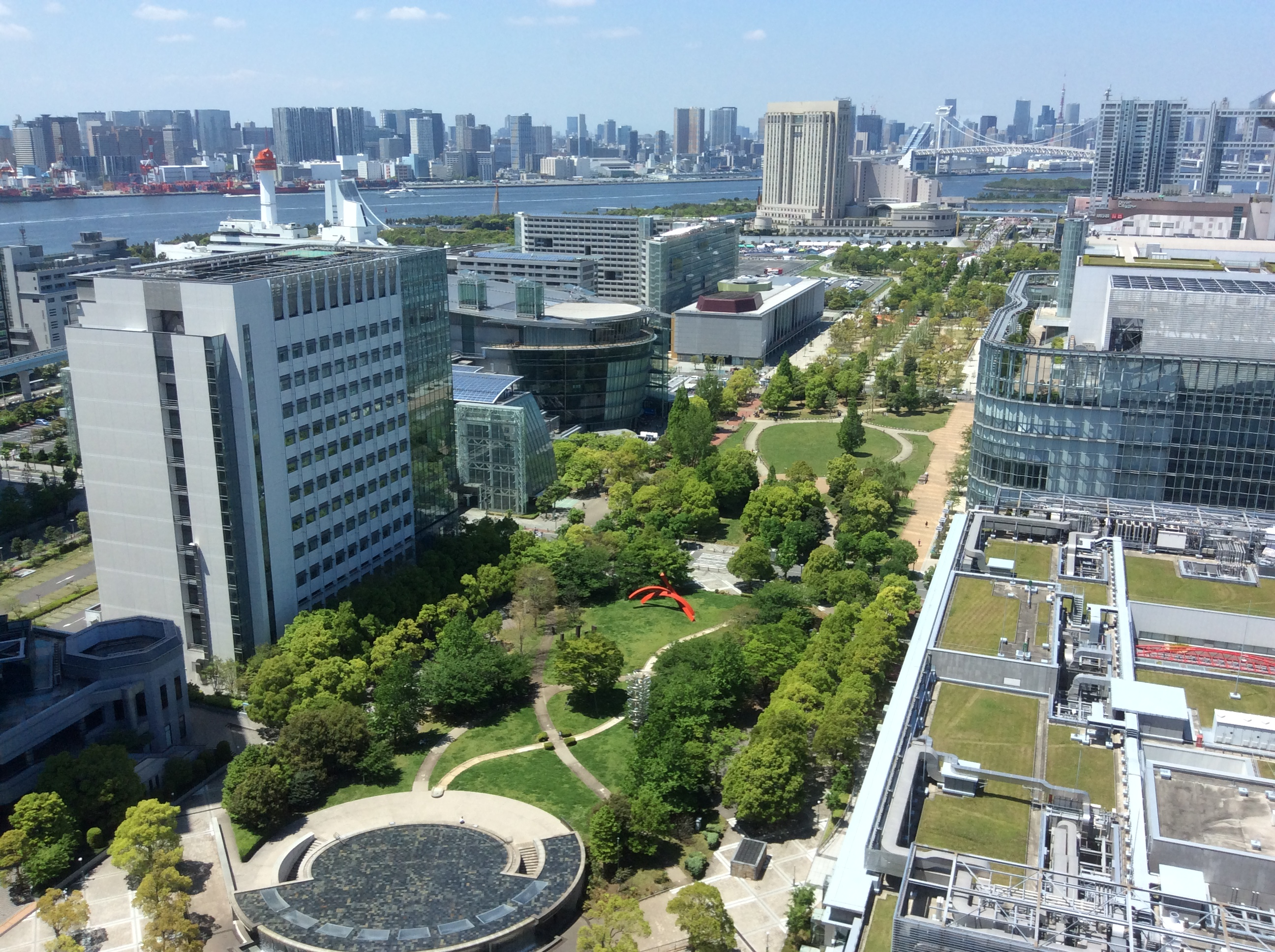
21階展望室から台場の建物群を見る（2017年5月5日撮影）